# Draper (Wisconsin)
Draper è un comune degli Stati Uniti, situato in Wisconsin, nella Contea di Sawyer.